# 中国工农红军第二十一军 (赣南)
中国工农红军第二十一军，简称红二十一军，是中国工农红军地方部队之一。先后有两支部队以红二十一军为番号。
1932年7月，红军赣南独立第三、六师合编为红二十一军，军长刘畴西、政治委员李井泉、参谋长宋时轮。该军下辖第六十一师，师长宋时轮；第六十二师，师长郭天民。1933年6月，与红七军合编为红三军团第五师。